# Heinz Schomann
Heinz Schomann (* 13. Juni 1939 in Frankfurt am Main) ist ein deutscher Kunsthistoriker und Denkmalpfleger. Er war Konservator beim Hessischen Landesamt für Denkmalpflege in Wiesbaden und später langjähriger Leiter des Amtes für Denkmalpflege der Stadt Frankfurt am Main, das er aufgebaut hat.

## Familie und Schule
Schomann verlor früh seinen Vater, der als Schwerverwundeter in einem Lazarettzug der deutschen Wehrmacht vor Metz verstarb. Er besuchte zunächst die Kirchnerschule in Frankfurt-Bornheim und danach die Helmholtzschule im Ostend, wo er das Abitur ablegte. Als Schüler spielte er ab 1957 in der Bernd Skora-Kombo das Kornett, während des Studiums in der Combo Paul Jones’ Jazzmen neben Alfred Dechert, dem Mitgründer der Barrelhouse Jazzband.

## Ausbildung
Zum Sommersemester 1960 nahm er sein Studium an der Frankfurter Johann Wolfgang Goethe-Universität auf und belegte Germanistik, Geschichte und Politik. Nach dem zweiten Semester, zum Sommersemester 1961, schrieb er sich zusätzlich für Kunstgeschichte und Klassische Archäologie ein. Nach dem ersten Staatsexamen 1965 wurde er im Sommer 1968 bei Harald Keller promoviert. Der Titel seiner Dissertation lautet: Die ehemalige Zisterzienserabtei Staffarda in Piemont. Ein Beitrag zur Backsteinarchitektur des 12. bis 13. Jahrhunderts in Oberitalien. Danach entschied er sich gegen das Lehramt, weil sein Interesse an der Kunstgeschichte überwog.

## Berufliche Entwicklung
Im Jahr 1969 erhielt er eine Stelle als Volontär, später als Bezirkskonservator bei Gottfried Kiesow in der hessischen Landeshauptstadt Wiesbaden. Der Frankfurter Oberbürgermeister Walter Möller berief ihn 1971 als Referent für Denkmalpflege, eine Position, die er ab 1. August 1972 wahrnahm.
In der folgenden Zeit baute der parteilose Schomann das städtische Amt für Denkmalpflege auf und warb in Politik und Öffentlichkeit für die Denkmalpflege und den Denkmalschutz. Er verteidigte die Unabhängigkeit des Denkmalamtes und erhielt dabei die Unterstützung der Frankfurter Bürger und aller im Stadtparlament vertretenen Parteien.
1977 kritisierte Schomann die Wandlung des ehemals kultivierten Viertels um die Kaiserstraße zum Frankfurter Rotlichtviertel. Von allen Frankfurter Stadtvierteln gilt ihm das Bahnhofsviertel städtebaulich wie architektonisch als das bedeutendste.
Er setzte sich nachdrücklich für den Erhalt des Bockenheimer Straßenbahndepots, des Südbahnhofes und der Gutleutkaserne ein und bemühte sich um die Restaurierung der zwischen 1515 und 1519 entstandenen Wandbildzyklen von Jerg Ratgeb im Karmeliterkloster.

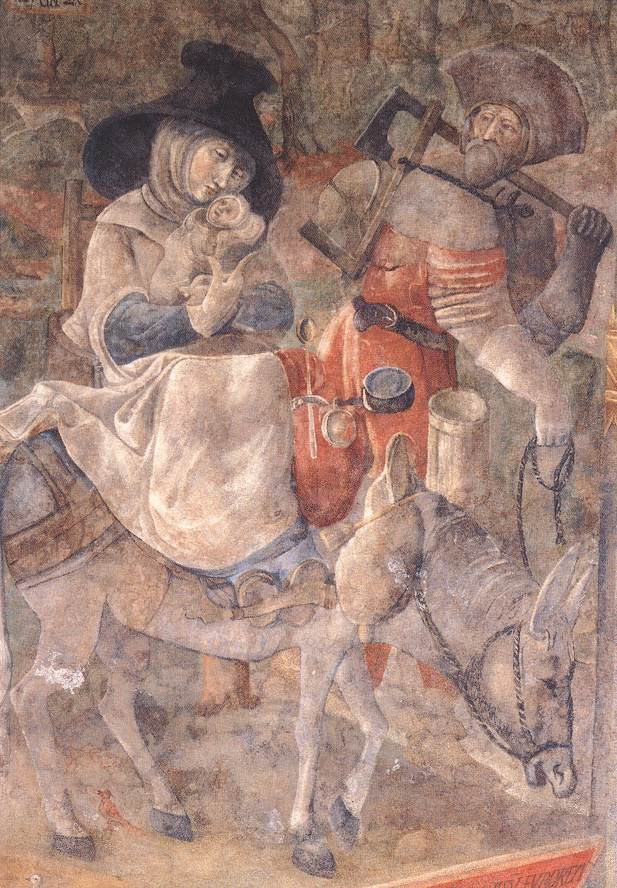
Jerg Ratgeb: Flucht nach Ägypten
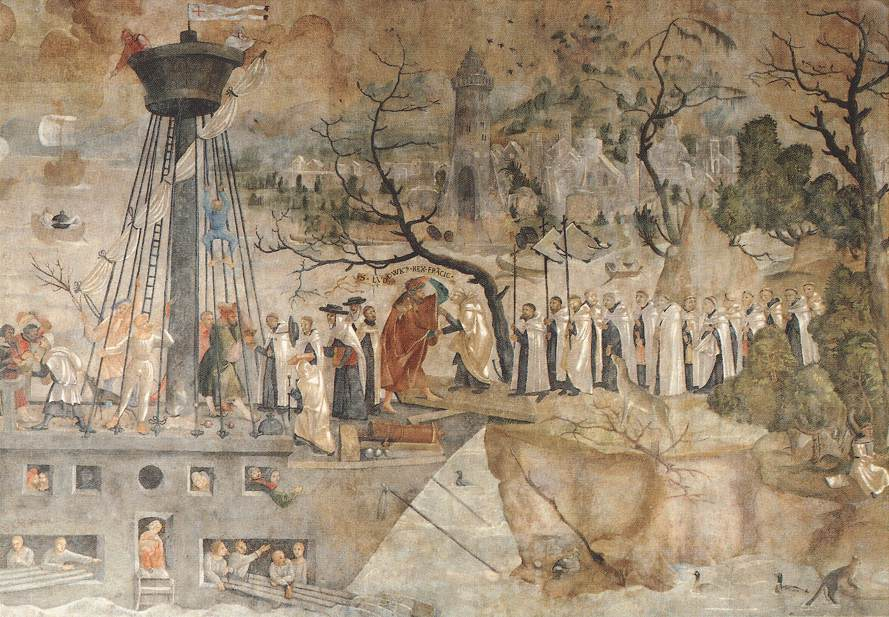
Jerg Ratgeb: Die Karmeliter und König Ludwig 1248
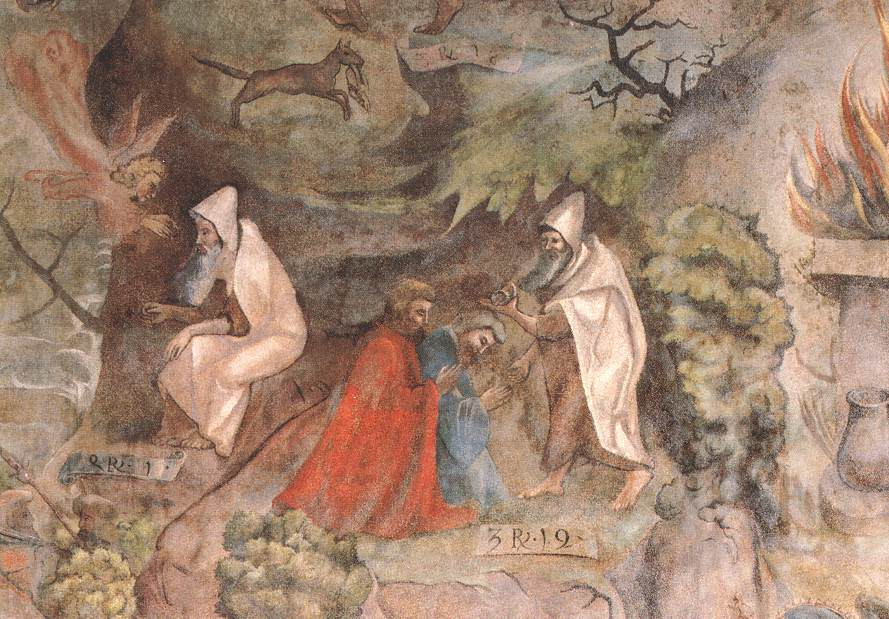
Jerg Ratgeb: Szenen aus dem Leben des Propheten Elija
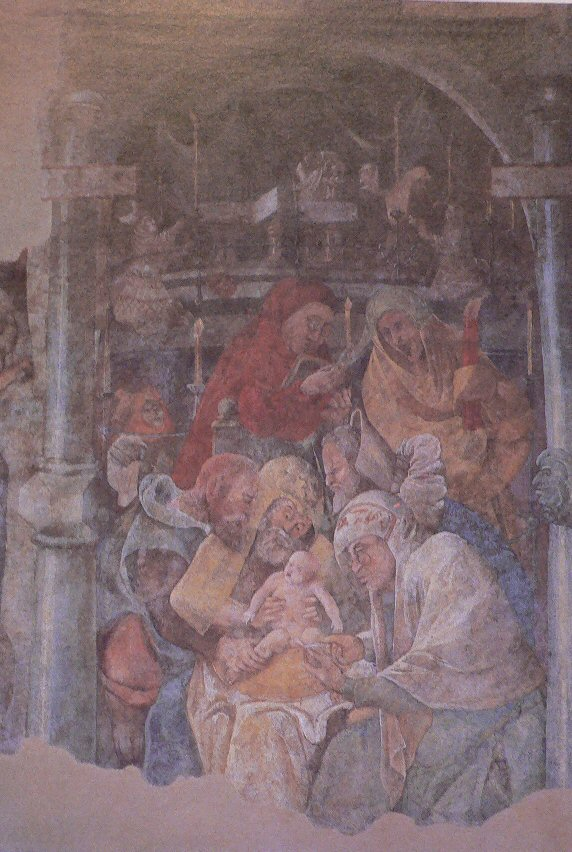
Jerg Ratgeb: Beschneidung Christi
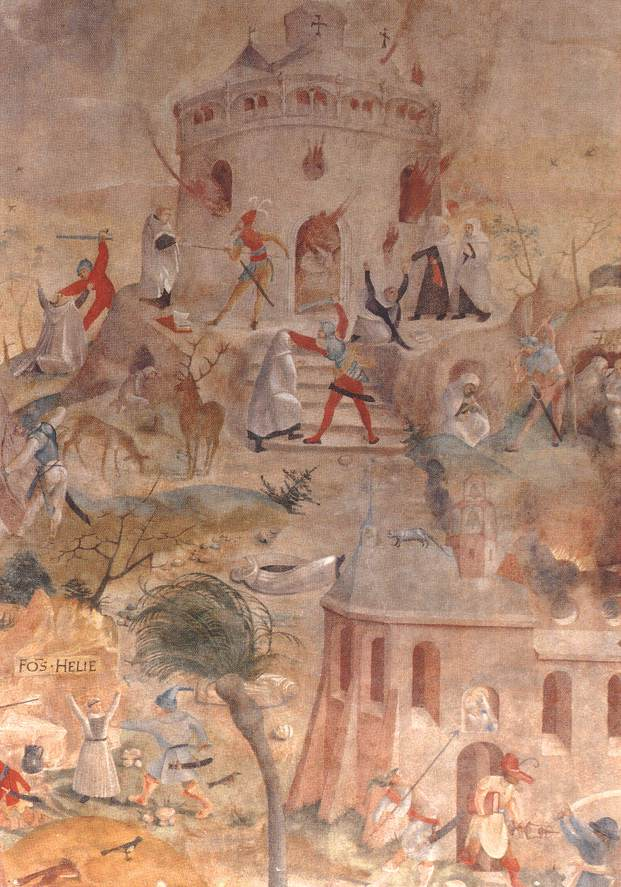
Jerg Ratgeb: Martyrium der letzten Karmeliter
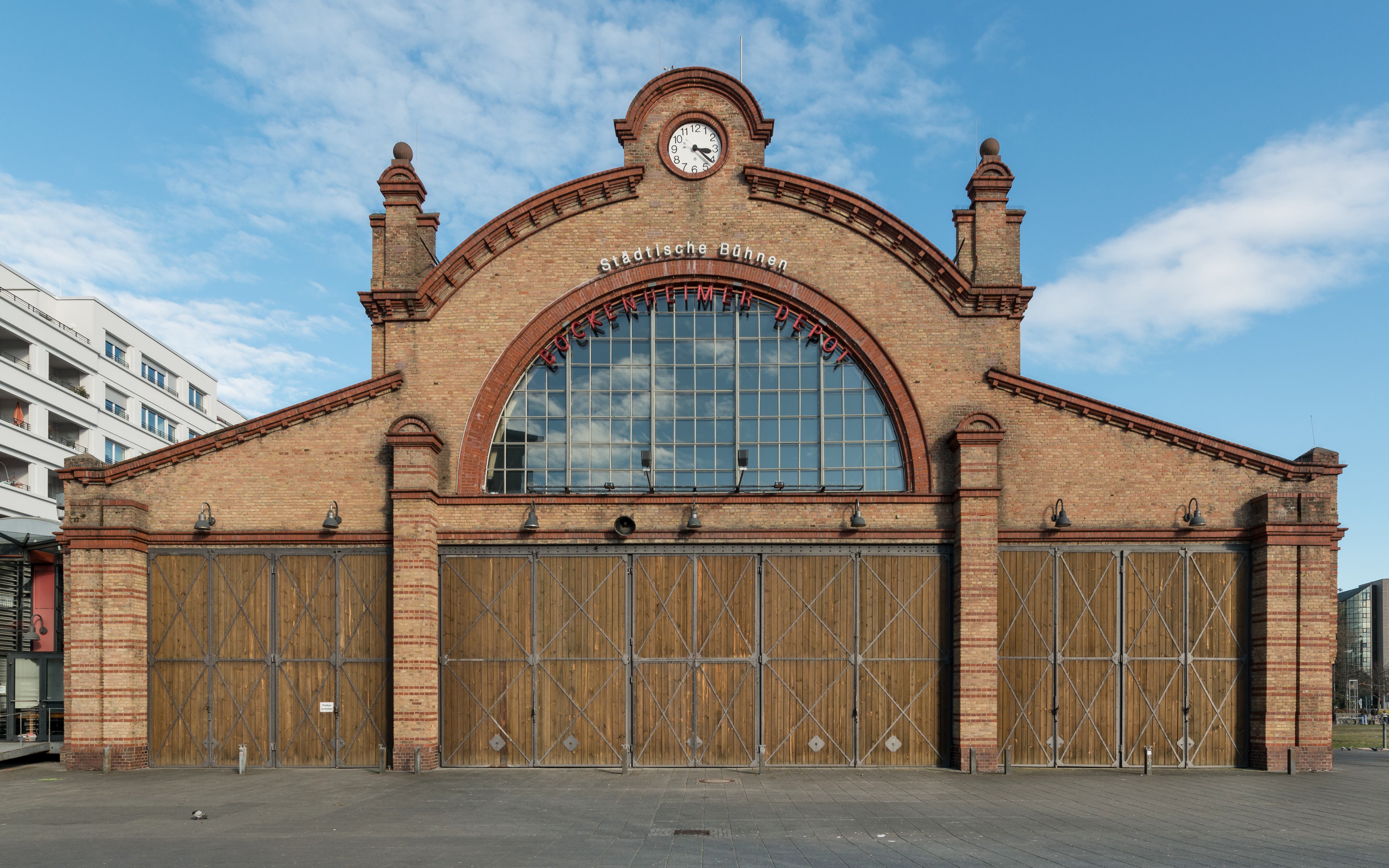
Bockenheimer Depot
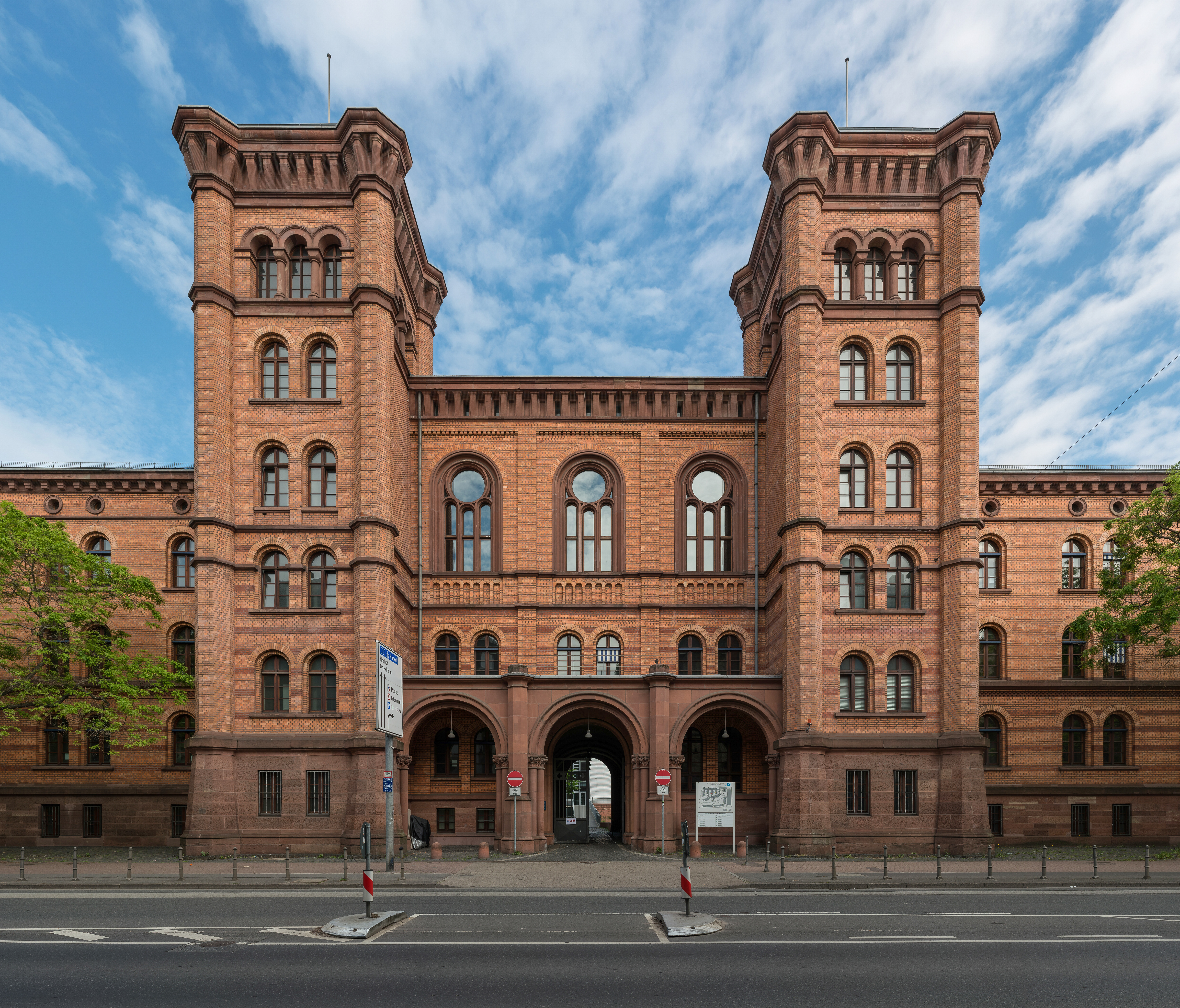
Gutleutkaserne
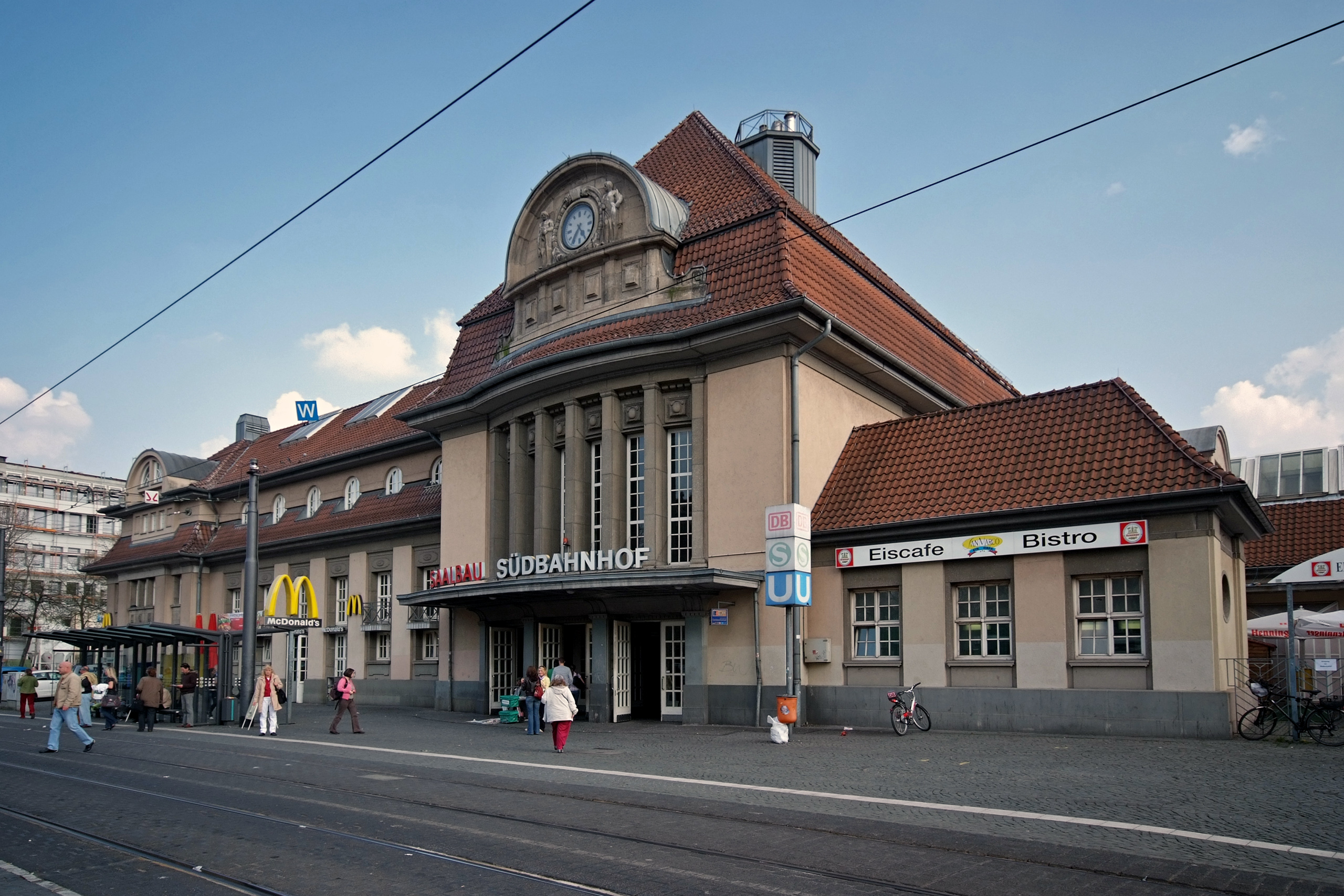
Südbahnhof

Das 2006 abgerissene Rundschau-Haus, ehemaliges Verlagsgebäude der Frankfurter Rundschau, hielt er hingegen für nicht (mehr) denkmalwert, weil es in den 1980er Jahren durch neue große Fenster zerstört worden sei.
In seiner Arbeit lag Schomann daran, den Beteiligten ein Höchstmaß an Rechtssicherheit im Denkmalschutz zu gewährleisten. In diesem Bemühen gingen er und sein Amt in enger Kooperation mit dem Landesamt für Denkmalpflege in Hessens Hauptstadt Wiesbaden über die gesetzlich nicht so weit reichenden Vorgaben hinaus. So wurden aufgrund eines 1980 hinsichtlich einer Inventarisierung und Veröffentlichung gefassten Beschlusses der Kultusministerkonferenz (KMK) bis 1986 sämtliche oberirdisch sichtbaren Kulturdenkmäler Frankfurts ausgewiesen, registriert und publiziert. Zudem ermittelte Schomanns Amt sämtliche Eigentümer und informierte diese direkt über den bestehenden Denkmalschutz ihres Gebäudes, ein Service, den der Gesetzgeber nicht vorsah und es bei einer Veröffentlichung im Amtsblatt beließ.
Schomanns Reisetätigkeit begann als Schüler in der zweiten Hälfte der 1950er Jahre, wo er sich zunächst per Anhalter Skandinavien, Frankreich und Italien erschloss. Ab 1960 fokussierte er auf die mediterranen Länder und den Vorderen Orient, um sich neben einem generellen Überblick auch einen ganz persönlichen Eindruck von der historischen Architektur zu verschaffen.
In seinen zahlreichen Buchveröffentlichungen befasst er sich auch mit den Frankfurter Baudenkmälern, den Brunnen, dem Maler-, dem Holzhausen- und dem Bahnhofsviertel, separat dem Hauptbahnhof, aber auch mit der Eisenbahn Hessens.

## Veröffentlichungen
- Die ehemalige Zisterzienserabtei Staffarda in Piemont. Ein Beitrag zur Backsteinarchitektur des 12. bis 13. Jahrhunderts in Oberitalien. Philosophische Fakultät der Johann Wolfgang Goethe-Universität Frankfurt am Main, Dissertation vom 3. Juli 1968
- Belser Kunstwanderungen: Bayern nördlich der Donau. Belser Verlag, Stuttgart 1971, ISBN 978-3-88199-136-0
- 111 Frankfurter Baudenkmäler. Dieter Fricke Verlag, Frankfurt am Main 1977, ISBN 978-3-88184-008-8
- mit Diether Dehm, Hilmar Hoffmann, Irene Hübner: Schallplatte Unser Depot – Lieder für das Bockenheimer Bürgerzentrum. Discofon Tonträger, Trion Sound Produktion, Frankfurt am Main 1980
- Reclams Kunstführer Italien, Bd. 1/1 – Lombardei. Reclam, Ditzingen 1981, ISBN 978-3-15-010305-0
- Reclams Kunstführer Italien, Bd. 1/2 – Piemont, Ligurien, Aosta-Tal. Reclam, Ditzingen 1982, ISBN 978-3-15-010306-7
- Kaiserkrönung. Wahl und Krönung in Frankfurt nach den Bildern der Festbücher. Harenberg Verlag, Bonn/Dortmund 1982 (= Die bibliophilen Taschenbücher. Band 290), ISBN 978-3-88379-290-3
- Der Frankfurter Hauptbahnhof. Deutsche Verlags-Anstalt, Stuttgart 1983, ISBN 978-3-421-02801-3
- Die alten Frankfurter Brunnen. Eine Dokumentation des Kuratoriums Kulturelles Frankfurt, 1985, ISBN 978-3-88184-022-4
- Kunstdenkmäler im westlichen Oberitalien. Lombardei, Piemont, Ligurien, Aostatal. Wissenschaftliche Buchgesellschaft, Darmstadt 1987, ISBN 978-3-534-03144-3
- Das Frankfurter Bahnhofsviertel und die Kaiserstraße – Ein Beitrag zu Städtebau und Baukunst des Historismus. Mit einem Nachwort von Albert Speer. Deutsche Verlagsanstalt, Stuttgart 1988, ISBN 978-3-421-02876-1
- als Hrsg.: Kaisergalerie. Die Herrscherporträts des Kaisersaals im Frankfurter Römer. Harenberg Verlag, Bonn/Dortmund 1989 (= Die bibliophilen Taschenbücher. Band 248), ISBN 978-3-88379-248-4.
- als Hrsg.: Peter Paul Rubens und die Palazzi di Genova. Harenberg Verlag, Bonn 1989, ISBN 978-3-88379-355-9
- Kunstdenkmäler in der Toskana (ohne Florenz). Wissenschaftliche Buchgesellschaft, Darmstadt 1990, ISBN 978-3-534-06894-4
- mit Volker Rödel und Heike Kaiser: Denkmaltopographie Stadt Frankfurt am Main. Societäts-Verlag, Frankfurt am Main 1994, ISBN 978-3-7973-0576-3
- Kunstdenkmäler der Iberischen Halbinsel, Teil I: Portugal und Nordspanien. Wissenschaftliche Buchgesellschaft, Darmstadt 1996
- Kunstdenkmäler der Iberischen Halbinsel, Teil II: Zentralspanien. Wissenschaftliche Buchgesellschaft, Darmstadt 1997
- Kunstdenkmäler der Iberischen Halbinsel, Teil III: Süd-/Ostspanien. Wissenschaftliche Buchgesellschaft, Darmstadt 1998
- Frankfurt am Main und Umgebung – Von der Pfalzsiedlung zum Bankenzentrum. DuMont Reiseverlag, Ostfildern 2000, ISBN 978-3-7701-2238-7
- mit Jan Röwer: Frankfurt am Main. Wartberg Verlag, Gudensberg-Gleichen 2001, ISBN 978-3-86134-824-5
- mit Volker Rödel: Eisenbahn in Hessen. 3 Bde., Konrad Theiss Verlag, Stuttgart 2005, ISBN 978-3-8062-1917-3
- Das Himbächel-Viadukt der Hessischen Odenwaldbahn. Bundesingenieurkammer, Berlin 2010. ISBN 978-3-941867-04-8
- Das Frankfurter Holzhausenviertel – vom Weiherhaus zum Wohnquartier. Michael Imhof Verlag, Petersberg 2010, ISBN 978-3-86568-581-0
- Das Frankfurter Malerviertel und der Aufstieg von Sachsenhausen. Michael Imhof Verlag, Petersberg 2015, ISBN 978-3-86568-492-9

## Mitgliedschaften
- Internationaler Rat für Denkmalpflege (ICOMOS)
- Polytechnische Gesellschaft, Frankfurt am Main